# 济宁路
济宁路，元朝时设置的路，在今山东省境。
至元十六年（1279年）以济宁府改置，治所在巨野县（今属山东省）。辖境同济宁府。至正中，移治任城县（即今山东济宁市）。明朝洪武元年（1368年），复改为济宁府。 